# Судакевич, Иван Иванович
Иван Иванович Судакевич (28 января (9 февраля) 1859, Киев — 13 (25) декабря 1896, Томск) — врач-патологоанатом, коллежский советник (1892), экстраординарный профессор на кафедре патологической анатомии Императорского Томского университета; последователь И. И. Мечникова, совместно с которым им было написано несколько научных работ. Кавалер ордена Святой Анны III ст. (1896).

## Биография
Иван Судакевич родился 28 января (9 февраля) 1859 года в Киеве, в семье Ивана Осиповича Судакевича, надзирателя (в 1878—1890: помощника классного наставника) Второй Киевской мужской гимназии. В 1869 году Судакевич-младший поступил во второй класс гимназии, в которой работал его отец. После получения среднего образования, в 1876 году он стал студентом медицинского факультета Императорского Киевского университета Святого Владимира. Во время обучения в ВУЗе он, по собственному желанию, дважды оставался на второй год: на втором и пятом курсах. Являясь студентом четвёртого курса написал сочинение на тему «Упругая ткань, её строение и развитие», за которое получил от университета золотую медаль. В студенческие годы среди его преподавателей был патологоанатом и инфекционист, профессор Григорий Минх.
В 1884 году Судакевич получил высшее образование — окончил Киевский университет со степенью лекаря. В том же году он стал помощником прозектора на кафедре патологической анатомии родного ВУЗа; в 1888 году стал прозектором университета. В 1888 году успешно защитил диссертацию на степень доктора медицины — на тему «К патологии проказы»; после защиты стал приват-доцентом на той же кафедре. Через три года, в 1891, был откомандирован в Европу для научной работы — за счёт Министерства народного просвещения: работал в Париже (изучал бактериологию в Институте Луи Пастера), а также — ознакомился с методами преподавания патологической анатомии в университетах Вены, Берлина и Парижа. Во время научных командировок самого профессора Минха, Судакевич исполнял должность заведующего киевской кафедрой патологической анатомии.
В 1892 году Судакевич переехал в Сибирь — он был избран на пост экстраординарного профессора на кафедре патологической анатомии, являвшейся частью Императорского Томского университета; занял позицию уехавшего из Томска профессора Константина Виноградова. По данным ТГУ, Судакевич «проявил себя талантливым лектором… [его] лекции по патологической анатомии пользовались популярностью у студентов». В период его работы в Томске была значительно пополнена университетская коллекция макро- и микропрепаратов. Скончался в Томске 13 (25) декабря 1896 года, в возрасте 37 лет (иногда, ошибочно — 47 лет). После смерти профессора, его вдова перевезла прах мужа в Харьковскую губернию.

## Работы
Как учёных Судакевич принадлежал к числу наиболее последователей биолога Ильи Мечникова; совместно с последним им было написано несколько работ. Судакевич также исследовал проказу в Средней Азии, писал о раковых опухолях и по вопросах о патологии воспаления; большая часть его научных статей была опубликована в зарубежных изданиях:
- Упругая ткань, ее строение и развитие / [Соч.] Студента Ивана Судакевича; (Из Гистол. лаб. Ун-та св. Владимира). — Киев : Унив. тип. (И. И. Завадского), 1882. — [4], 63 с., 4 л. ил.; 25[3].
- La phagocytose musculaire. Contribution a l’etude de l’inflammation parenchymateuse // Annales de l’institut Pasteur. Paris. 1892. Vol. 6, № 1 — совместно с И. И. Мечниковым[4];
- Recherches sur le parasitisme intracellulaire et intranucleaire chez l’homme. I. Parasitisme intracellulaire des neoplasies cancereuses // Там же. 1892. Vol. 6, № 3;
- К патологической анатомии зоба // Врач. 1892. № 19;
- О явлениях метахромазии в споровиках, живущих в качестве чужеядных в раковых клеточках // Врач. 1892. № 25;
- О паразитизме при раке / И. И. Судакевич // Врач. — 1893. — № 6[5][6];
- Фагоцитарные явления в раковых опухолях // Труды Томского общества естествоиспытателей и врачей. Год пятый. Томск, 1895;
- Изменения мышечных волокон при трихинозе: Мышечный фагоцитоз // Труды Томского общества естествоиспытателей и врачей. Год пятый. Томск, 1895.

## Награды
- Орден Святой Анны III степени (1896);
- Серебряная медаль в память царствования Императора Александра III.

## Семья
Иван Иванович Судакевич был женат на Ольге Ивановне Линтваревой (1874, Великая Чернетчина — ?), у них было 2 сына: Александр (1894—1938) и Виктор (1895—?).
Будучи профессором, финансово помогал матери и сестрам, проживавшим в Киеве.

## Архивные источники
- Российский государственный исторический архив (РГИА). Ф. 733. Оп. 150. Д. 855;